# Los Mayos (Albacete)
Los Mayos es una fiesta popular que se celebra anualmente en la ciudad española de Albacete. Es una de las tradiciones populares de la capital. La fiesta, de orígenes ancestrales, tiene lugar el 30 de abril.

## Historia
Los orígenes de la fiesta de los Mayos en Albacete se remontan a 1981, cuando la ciudad recuperó esta fiesta ancestral de la música y la danza. Fue recuperada por el Grupo de Danzas Magisterio.

## Características

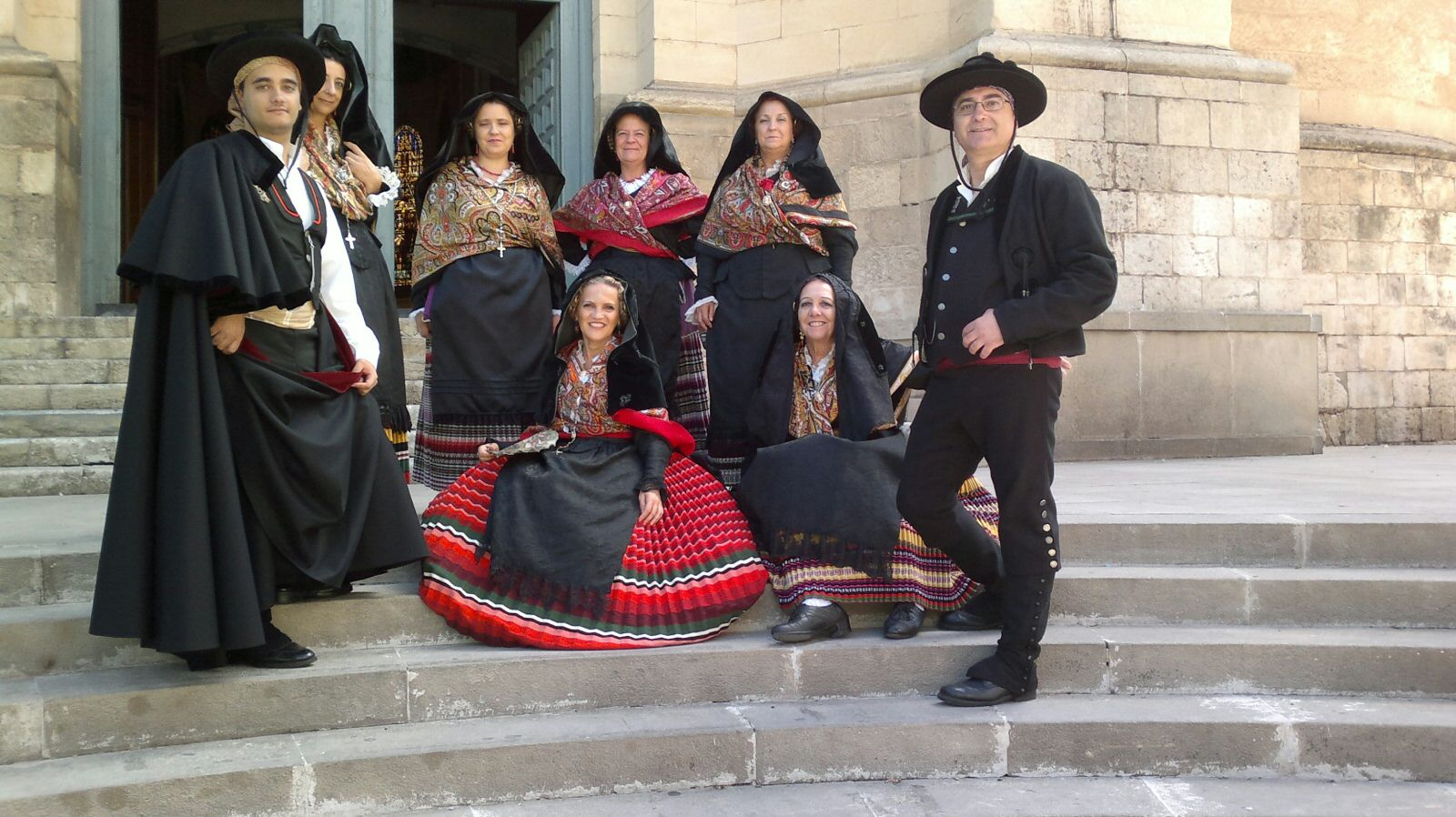
Las manchegas ensalzan la exaltación del folclore popular que se produce en la fiesta.

Los Mayos, que tiene lugar cada 30 de abril, da la bienvenida a la primavera y mezcla el carácter religioso y pagano. Supone una exaltación del folclore popular. Se desarrolla en numerosos puntos de la urbe manchega.
Su punto álgido se sitúa en la plaza Virgen de Los Llanos, donde tiene lugar el Festival de los Mayos en la medianoche del 30 de abril al 1 de mayo, en la noche de los Mayos. Posteriormente la fiesta se traslada a la escalinata de la Catedral de Albacete con motivo del Canto del Mayo a la Virgen de los Llanos.
Otros eventos destacados son la verbena, los bailes populares manchegos y la ronda de las mozas en los soportales del Ayuntamiento de Albacete. Asimismo, se desarrollan múltiples eventos en otros puntos de la capital. La fiesta concluye bien entrada la madrugada.